# Предња средишња линија
Предња средишња линија (лат. Lineа mediana anterior ) једна је од оријентационих линија у анатомији на прењој страни тела која служи за ближе одређивање положаја појединих органа на телу.

## Анатомија
Предња средишња линија у анатомском смислу је оријентациона линија која се пројектује на средини грудне кости и допире до средње горње ивице препонске симфизе (лат. symphysis pubica).